# Икарозавр
Икароза́вр (лат. Icarosaurus siefkeri) — вид вымерших пресмыкающихся из семейства кюнеозаврид (Kuehneosauridae) инфракласса лепидозавроморфов, типовой и единственный в роде Icarosaurus. Окаменелые остатки найдены в верхнетриасовых отложениях (норийский ярус) на территории США.

## Описание
Род описан на основании неполного скелета: отсутствует часть хвоста, некоторые рёбра, передние конечности и часть задних. Это было маленькая рептилия с размерами тела (от черепа до бёдер) около 10 см длиной. Как и её родственник Kuehneosaurus, она была в состоянии планировать на короткие расстояния с помощью «крыльев», состоящих из сильно вытянутых рёбер, покрытых кожей, с верхней выпуклой и нижней вогнутой поверхностями, создавая тем самым простую структуру с аэродинамическим профилем, хорошо подходящую для планирования. Этот метод планирования также используют целурозавравы и летучие драконы, но ни один из них не является близким родственником икарозавра.

## Открытие и история
Единственный известный ископаемый скелет, который безусловно принадлежит икарозавру, был найден в 1960 году в Норт Берген (Нью-Джерси, США) подростком Альфредом Зифкером, который наткнулся на образец, исследуя карьер. Зифкер принес образец учёным в Американский музей естественной истории в Нью-Йорке для идентификации. Он был описан палеонтологом Эдвином Харрисом Кольбертом в 1966 году, который назвал его Icarosaurus siefkeri. Родовое название Icarosaurus буквально переводится как «Икаров ящер», видовое siefkeri — дано в честь первооткрывателя фоссилии.
Ископаемое оставалось в коллекции музея до конца 1980-х годов. В 1989 году Зифкер потребовал обратно образец, чтобы впоследствии держать в частной коллекции в течение следующего десятилетия. В 2000 году Зифкер продал окаменелость на аукционе в Сан-Франциско, несмотря на опасения из палеонтологов, что продажа может сделать образец недоступным для научного исследования. Ископаемое было продано за $167 000 (что является половиной её оценочной стоимости) Дику Спайту из Калифорнии. В том же году Спайт пожертвовал голотип икарозавра обратно в Американский музей естественной истории, где он был выставлен на обозрение 7 октября 2000 года.

## Систематика
Robinson в 1967 году включил род икарозавров в семейство кюнеозаврид, которое состоит в относительно близком родстве с ящерицами и гаттериями.